# Rolf Weiber

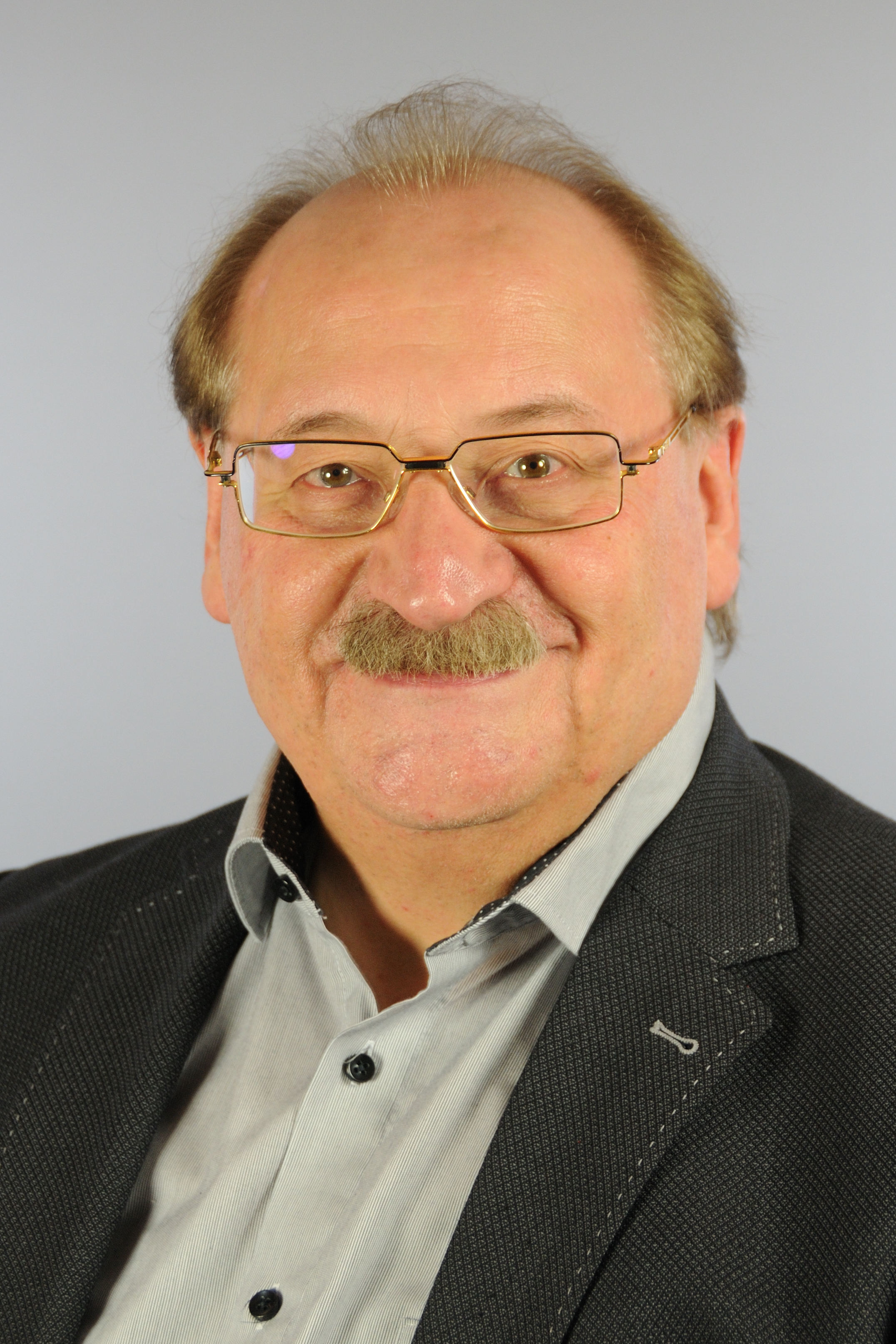
Rolf Weiber (2020)

Rolf Weiber (* 29. März 1957 in Bassenheim) ist ein deutscher Wirtschaftswissenschaftler und Hochschullehrer für Betriebswirtschaftslehre an der Universität Trier. Im Jahre 2000 war er Gründungsmitglied des Competence Center E-Business der Universität. Von 2011 bis 2015 war er wissenschaftlicher Vorstand des Instituts für Mittelstandsökonomie der Universität Trier. Ab 2012 war er Studienleiter der Verwaltungs- und Wirtschaftsakademie (VWA) in Trier.

## Leben und Wirken
Rolf Weiber wurde als Sohn von Karl-Heinz und Maria Weiber geboren, die bis 1989 ein Lebensmittelgeschäft in Bassenheim führten. Nach einer Ausbildung zum Lebensmitteleinzelhändler studierte er Betriebswirtschaftslehre an der VWA Koblenz und Volkswirtschaftslehre sowie Wirtschaftspädagogik an der Johannes-Gutenberg-Universität Mainz. Seine Studienabschlüsse erzielte er 1979 (Betriebswirt VWA), 1982 (Dipl.-Volkswirt) und 1983 (Dipl. Handelslehrer). Im Rahmen eines DFG-Forschungsprojektes zum Thema „Dienstleistungen im industriellen Großanlagenbau“ [1] promovierte er 1985 in Mainz zum Dr. rer. pol. und war anschließend Stipendiat der Alfred Teves-Stiftung. Nach seiner Promotion war er von 1987 bis 1990 als Systemingenieur bei der IBM Deutschland im Bereich „Telekom Technik“ tätig. Im Jahre 1991 habilitierte er sich an der Westfälischen Wilhelms-Universität Münster mit einer Schrift zur „Diffusion von Telekommunikation“ und erhielt die venia legendi für das Fach Betriebswirtschaftslehre. Sowohl in Mainz als auch in Münster war sein akademischer Lehrer Klaus Backhaus.
Ab April 1992 war Rolf Weiber Inhaber der Professur für Betriebswirtschaftslehre, insb. Marketing und Innovation, an der Universität Trier. Im Jahre 2000 gründete er gemeinsam mit Hans-Jürgen Bucher (Professor für Medienwissenschaft an der Universität Trier) und Michael Jäckel (Professor für Soziologie an der Universität Trier) das Competence Center E-Business an der Universität Trier. Im gleichen Jahr erhielt er einen Ruf an die Technische Universität München, den er ablehnte. Von 2011 bis 2015 war er zusätzlich Vorstand des Instituts für Mittelstandsökonomie an der Universität Trier.
In der Weiterbildung war Rolf Weiber bei unterschiedlichen Weiterbildungseinrichtungen engagiert, wie z. B. Schweizerische Ausbildungszentrum für Marketing, Werbung und Kommunikation (sawi), im-group in der Schweiz, Zentrum für universitäre Weiterbildung (ZUW) an der Universität Bern. Seit 2012 ist er Studienleiter der Verwaltungs- und Wirtschaftsakademie in Trier und seit 2017 Mitglied im Vorstand der VWA Rheinland-Pfalz. Weiterhin war er für unterschiedliche Institutionen tätig, wie z. B. den Wissenschaftsrat der Bundesrepublik Deutschland oder den Technologiebeirat des Landes Rheinland-Pfalz.

## Forschung
Rolf Weiber hat sich in der Forschung vor allem auf die Themenfelder Management technologischer Innovationen, Electronic Business (digitale Wirtschaft/Netzwerkökonomie), industrielles Business-to-Business-Marketing (B2B), Dienstleistungsmarketing und Geschäftsbeziehungsmanagement ausgerichtet. Seine Forschungsarbeiten sind durchgehend in der ökonomischen Theorie (primär Neue Institutionenökonomik, insb. Informationsökonomie) fundiert und stark empirisch ausgerichtet. In seiner empirischen Forschung kommen vor allem Methoden der multivariaten Datenanalyse zur Anwendung, wobei ein besonderer Fokus auf der Strukturgleichungsmodellierung liegt. Die 13. Auflage des Lehrbuchs „Multivariate Analysemethoden“ erhielt 2015 den Preis der deutschen Marktforschung des Berufsverbands Deutscher Markt- und Sozialforscher (BVM). 2021 wurde die 16. Auflage des Lehrbuches mit neuen Koautoren herausgebracht. Das Lehrbuch wurde auch ins Englische und Chinesische übersetzt.
Die Forschungsarbeiten von Rolf Weiber zu einer ökonomischen Marketingtheorie basieren auf dem von ihm 1993 entwickelte „informationsökonomische Dreieck“, das es ermöglicht, alle Arten von Kaufprozessen im dreidimensionalen Raum aus Such-, Erfahrungs- und Vertrauenseigenschaften zu positionieren und daraus Kauftypen im Hinblick auf unterschiedliche Unsicherheitssituation von Nachfragern abzuleiten. Diese theoretischen Überlegungen wurden in der Folge durch eine Reihe empirischer Untersuchungen überprüft, die die Gültigkeit des informationsökonomischen Dreiecks belegen konnten. Weiterhin entstand eine Reihe von Arbeiten, die eine Übertragung informationsökonomischer Überlegungen auf andere Bereiche zum Ziel hatten (z. B. Industriegütermarketing, Dienstleistungsmarketing, Multichannel-Marketing).
Im Bereich Electronic Business entwickelte Rolf Weiber unter dem Namen „Wettbewerbsorientiertes Informationsmanagement“ einen marktseitenintegrierenden Ansatz, der die Transformation der über die Marktseite gewonnenen Kundeninformationen in Steuerungsinformationen zur Leistungsgestaltung auf der Unternehmensseite unter jeweiligen Einbezug aktueller Technologien erlaubt. Mit dem sog. Informations-Dreisprung wird dabei ein informationsökonomisch fundierter Meta-Informationsprozess abgeleitet. Die dabei entstandenen Forschungsarbeiten sind vor allem auch auf die Frage ausgerichtet, welche Konsequenzen sich aus aktuellen technologischen Entwicklungen (z. B. Ambient Intelligence, Cloud-Computing, Künstliche Intelligenz) auf Unternehmens- und Nachfragerwelt ergeben und ob dadurch neue Marktspielregeln entstehen.
Im B2B-Marketing hat sich Rolf Weiber vor allem mit sog. System- bzw. Verbund-Geschäften beschäftigt, die durch eine technologisch bedingte Nachfrageverbundenheit gekennzeichnet sind. Da Verbund-Geschäfte „erzwungene“ Geschäftsbeziehungen darstellen, liegt auch eine Reihe an Forschungsarbeiten die auf die Analyse von Geschäftsbeziehungen ausgerichtet sind. Aufgrund einer großen Schnittmenge zwischen Dienstleistungen und dem industriellen B2B-Marketing entstand 2013 das Lehrbuch „Business- und Dienstleistungsmarketing“ zusammen mit Michael Kleinaltenkamp, das beide Teilgebiete im Zusammenhang betrachtet.
Da die technologischen Entwicklungen (z. B. Internet of things, Soziale Medien, Big Data) dazu geführt haben, dass auch im industriellen B2B-Marketing ein immer stärkerer direkter Zugang zu Informationen aus der Lebenswelt der Konsumenten möglich ist, wendeten sich die Forschungsbemühungen von Rolf Weiber seit 2000 der Frage nach der Analyse von Nutzungsprozessen auf der Konsumentenseite zu. Mit der sog. „Anbieterintegration“ entwickelten er und seine Promovenden einen Marketingansatz, bei dem nicht der Kunde in die Prozesse des Anbieters eingebunden wird (so, wie bei der Kundenintegration bei klassischen Dienstleistungen), sondern sich die Anbieter in die Konsum- und Alltagsprozesse auf der Seite der Konsumenten integrieren. Aufgrund der aktuellen technologischen Entwicklungen (insb. Internet of things, Künstliche Intelligenz, Plattformökonomie, Share Economy) sind die Möglichkeiten der Informationsgewinnung aus den Alltagsprozessen der Konsumenten gestiegen, was auch die Anforderungen an das Marketing verändert. So ergeben sich neue Möglichkeiten auch für die Marktforschung wie z. B. der von Rolf Weiber und Julian Morgen vorgestellten Ansatz der „Autonomous Consumer Analysis“.

## Publikationen
- Rolf Weiber: Die Nachfrage nach Dienstleistungen im internationalen Anlagengeschäft. Dissertation, Mainz [1984], auch unter dem Titel: Dienstleistungen als Wettbewerbsinstrument im internationalen Anlagengeschäft. Duncker und Humblot, Berlin 1985, ISBN 3-428-05899-2
- Rolf Weiber: Diffusion von Telekommunikation - Problem der kritischen Masse. Gabler, Wiesbaden 1992, zugleich Münster (Westfalen), Habilitationsschrift, ISBN 3-409-16014-0
- Rolf Weiber (Hrsg.): Handbuch electronic Business. Informationstechnologien - Electronic Commerce - Geschäftsprozesse. 2. Auflage. Gabler, Wiesbaden 2002, ISBN 3-409-21636-7
- Rolf Weiber: Electronic business. Vahlen, München 2004, ISBN 3-8006-2875-9
- Klaus Backhaus, Bernd Erichson, Rolf Weiber: Fortgeschrittene Multivariate Analysemethoden. Eine anwendungsorientierte Einführung. 3. Auflage, Springer, Berlin [u. a.] 2015, ISBN 978-3-662-46087-0
- Rolf Weiber, Marko Sarstedt: Strukturgleichungsmodellierung - Eine anwendungsorientierte Einführung in die Kausalanalyse mit Hilfe von AMOS, SmartPLS und SPSS. 3. Auflage, Springer, Berlin [u. a.] 2021, ISBN 978-3-658-32659-3
- Klaus Backhaus, Bernd Erichson, Sonja Gensler, Rolf Weiber, Thomas Weiber: Multivariate Analysemethoden. Eine anwendungsorientierte Einführung. 16. Auflage, Springer, Berlin [u. a.] 2021, ISBN 978-3-658-32424-7
- Rolf Weiber, Michael Kleinaltenkamp, Ingmar Geiger: Business- und Dienstleistungsmarketing - Die Vermarktung integrativ erstellter Leistungsbündel. 2., erweiterte und aktualisierte Auflage. Kohlhammer, Stuttgart 2022, ISBN 3-17-036298-4